# Osiedle Bajkowe (Zielona Góra)
Osiedle Bajkowe – osiedle Zielonej Góry, położone w południowej części miasta.
Osiedle od zachodu graniczy z Jędrzychowem, zabudowa jednorodzinna szeregowa i indywidualna, powstała w klinie otoczonym z trzech stron rozległymi ogrodami działkowymi. 

## Ulice na osiedlu
- Bolka i Lolka
- Calineczki
- Jasia i Małgosi
- Kopciuszka
- Krasnoludków
- Królewny Śnieżki
- Kubusia Puchatka
- Misia Uszatka
- Pinokia
- Piotrusia Pana
- Zbożowa
- Złotej Rybki